# Ted Ginn Jr.
Theodore „Ted“ Ginn, Jr. (* 12. April 1985 in Cleveland, Ohio) ist ein ehemaliger US-amerikanischer American-Football-Spieler auf der Position des Wide Receivers und des Kick Returners in der National Football League (NFL). Er war 14 Jahre lang in der Liga aktiv und stand bei den Miami Dolphins, den San Francisco 49ers, den Carolina Panthers, den Arizona Cardinals, den New Orleans Saints und den Chicago Bears unter Vertrag. Ginn spielte College Football für die Ohio State Buckeyes auf der Position des Wide Receivers und als Defensive Back.

## College
Ginn spielte College Football für die Ohio State Buckeyes an der Ohio State University in der Big Ten Conference.

## NFL
Ginn wurde an 9. Stelle insgesamt in der ersten Runde des NFL Draft 2007 durch die Miami Dolphins ausgewählt.
Danach spielte er für die San Francisco 49ers, die Arizona Cardinals und die Carolina Panthers.
Zuletzt wechselte er zu den New Orleans Saints. Am 18. Oktober 2018 wurde er von den Saints kurzzeitig wegen einer Knieverletzung auf der Injured Reserve List platziert, konnte jedoch am 22. Dezember wieder in den aktiven Kader zurückkehren. In drei Spielzeiten für die Saints konnte er 8 Touchdowns erzielen.
Ende April 2020 unterschrieb Ginn bei den Chicago Bears einen Einjahresvertrag. Mit drei gefangenen Pässen für 40 Yards spielte Ginn kaum eine Rolle in der Offense von Chicago. Nach dem achten Spieltag wurde Ginn von den Bears entlassen. Im Juli 2021 gab er sein Karriereende bekannt.